# 尼崎藩

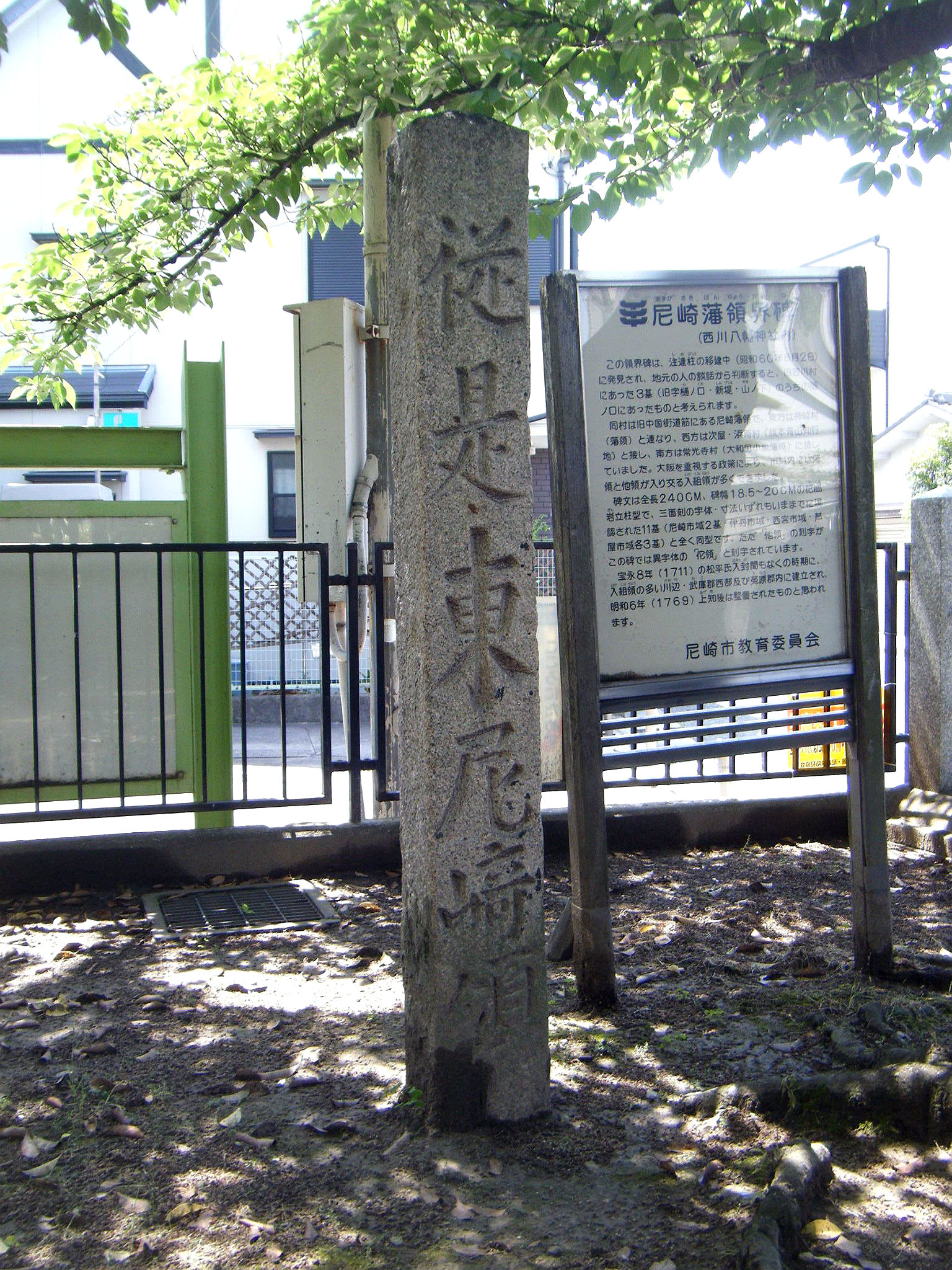
尼崎藩領界碑（西川八幡神社）

尼崎藩（あまがさきはん）は、摂津国川辺郡・武庫郡・菟原郡・八部郡（現在の兵庫県尼崎市・宝塚市・西宮市・芦屋市・神戸市南部・伊丹市の一部・川西市・猪名川町）を領した藩。藩庁は尼崎城。

## 概略
豊臣秀吉に家臣として仕えていた建部家は江戸時代に入っても引き続き尼崎郡代として700石を所領していた。時の当主・政長は元和元年（1615年）大坂の陣において親族である池田利隆・忠継兄弟の幕下で軍功を立てた。これにより伯父の池田重利とともに川辺郡・西成郡に1万石を所領する大名に取り立てられ、尼崎藩が成立した。元和3年（1617年）、宗主である姫路藩主池田家の転封により、建部政長は播磨国林田藩に、池田重利は播磨国鵤藩へ転封となった。
同元和3年、徳川家譜代の戸田氏鉄が5万石を与えられて近江国膳所藩から尼崎城に転封となった。川辺郡・武庫郡・菟原郡・八部郡の大部分を領有した。氏鉄は寛永12年（1635年）に美濃国大垣藩へ転封となり、青山家が遠江国掛川藩から入部し、戸田家の体制を引き継いだ。新しく開墾した4千石を加えて5万4千石としたが、藩主・幸成は分家に6千石を分け与えることを幕府に願い出、これを許可されたため、4万8千石となった。青山家時代の尼崎藩は比較的裕福だったといわれる。
青山家4代幸秀は正徳元年（1711年）に信濃国飯山藩へ転封となり、松平忠喬が遠江国掛川藩から入部し、青山家の体制を引き継いだが、武庫郡・菟原郡・八部郡内の計26か村が幕府に召し上げられ、4万石に減少した。さらに、明和6年（1769年）の上知では兵庫津・西宮の2か町と、絞油と酒造が盛んな灘目の22か村が幕府に召し上げられ、引き換えに播磨国内各地の71か村が与えられた。石高は5千石の増加となったものの、藩の財政を支えてきた商工業を失って実収入が激減した上に、藩領が分断されたことから領国経営が機能しなくなり、藩政は傾いていった。
慶応4年（1868年）1月、朝廷に恭順を示して領地を安堵され、同年2月、新政府の指示により桜井に改姓した。
明治4年（1871年）廃藩置県により尼崎県となり、翌年、兵庫県に編入された。最後の藩主・忠興は後に西南戦争の際、博愛社（後の赤十字社）を設立した一人となった。

## 歴代藩主

### 建部家・池田家
1615年から1617年までは建部家・池田家の両家が在城した。池田家が摂津川辺郡7か村4423石余、西成郡18か村5576石余、合わせて1万石。建部が川辺郡7か村5614石余、西成郡8か村3791石余、合わせて1万石。

#### 建部家
外様　1万石　（1615年 - 1617年）
1. 政長

#### 池田家
外様　1万石　（1615年 - 1617年）
1. 重利

### 戸田家
譜代　5万石　（1617年 - 1635年）
1. 氏鉄

### 青山家
譜代　5万石→5万4千石→4万8千石　（1635年 - 1711年）
1. 幸成
2. 幸利
3. 幸督
4. 幸秀

### 松平〔桜井〕家
譜代　4万8千石→4万石→4万5千石　（1711年 - 1871年）
1. 忠喬
2. 忠名
3. 忠告
4. 忠宝
5. 忠誨
6. 忠栄
7. 忠興

## 幕末の領地
- 摂津国
  - 菟原郡のうち - 19村
  - 武庫郡のうち - 28村
  - 川辺郡のうち - 32村
  - 有馬郡のうち - 2村
- 播磨国
  - 多可郡のうち - 9村
  - 赤穂郡のうち - 31村
  - 宍粟郡のうち - 9村